# Uno Forsberg
Hans Johan Uno Forsberg, född 3 januari 1882 i Arbrå socken, död 23 mars 1941, var en svensk bergsingenjör och företagsledare verksam vid SKF. Han påbörjade studier vid KTH 1902 och tog bergsingenjörsexamen 1906. Från 1937 till 1941 var han SKF:s verkställande direktör.
Forsberg invaldes 1933 som ledamot av Ingenjörsvetenskapsakademien.